# 蒙古驻满洲里领事馆
蒙古国驻满洲里领事馆是蒙古设立于中国内蒙古自治区呼伦贝尔市满洲里市的领事馆，2021年正式开馆。

## 沿革
2015年至2017年，蒙古曾在呼伦贝尔市海拉尔区设有领事馆。2017年6月领馆关闭后，呼伦贝尔市与兴安盟的领事工作划归蒙古驻二连浩特领事馆处理。此后，驻二连浩特领事馆工作量激增。同时也造成了呼伦贝尔市和兴安盟内三个边境口岸（松贝尔-阿尔山、巴彦呼舒-额布都格、哈比日嘎-阿日哈沙特）过境民众的不便。2018年1月，蒙古外长朝格特巴特尔在国家大呼拉尔提议于满洲里新设领事馆。
2018年8月，中国国务委员兼外交部长王毅访问蒙古，23日与朝格特巴特尔举行会谈。中方同意蒙方在上海设立总领馆，在满洲里设领。
2020年10月15日，首任领事亚·钢把塔（Ya.Ganbaatar）抵达满洲里。
2022年11月29日，蒙古国驻满洲里领事馆举行开馆仪式。